# Сербијан боул XII
Сербијан боул XII (енгл. Serbian Bowl XII) је дванаесто издање финала Прве лиге Србије у америчком фудбалу. Одиграно је 10. јула 2016. године на стадиону ФК БАСК у Београду. Састали су се домаћа екипа Вукови из Београда и гостујући Вајлд борси из Крагујевца. Утакмица је завршне а победом Вајлд борса резултатом 53:29, чиме је екипа из Крагујевца освојила шесту титулу првака Србије у америчком фудбалу.